# القليعة (بني سويف)
قرية القليعة هي إحدى القرى التابعة لمركز الفشن في محافظة بني سويف في جمهورية مصر العربية. حسب إحصاءات سنة 2006، بلغ إجمالي السكان في القليعة 4914 نسمة، منهم 2442 رجل و2472 امرأة.